# Breisgau

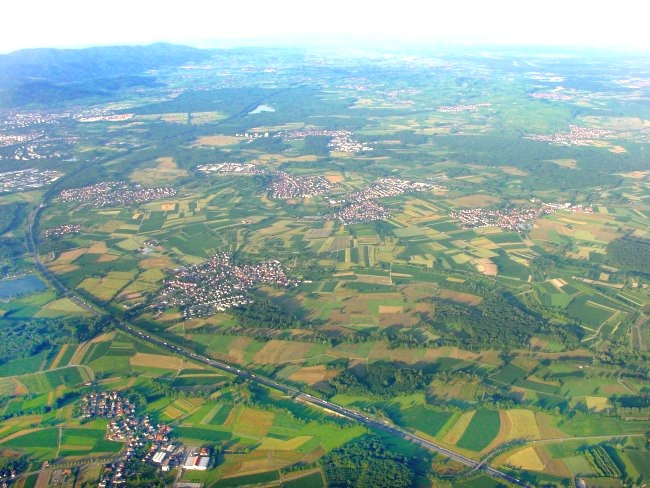
Luftbild vom Breisgau

Der (auch das) Breisgau ist eine Region im Südwesten Baden-Württembergs zwischen Oberrhein und Schwarzwald. Sie überdeckt etwa 4000 km², ihr Zentrum ist die Stadt Freiburg im Breisgau.

## Geographie
Im Süden grenzt der Breisgau in seiner heutigen Bedeutung an das Markgräflerland (Grenzlinie Staufen/Heitersheim), im Westen an das Elsass, im Osten reicht er bis in den Westabhang des Schwarzwalds, im Norden an die Ortenau.
Der Breisgau umfasst:
- die Rheinebene, in der hauptsächlich Getreide, Mais sowie Sonderkulturen (Spargel, Erdbeeren, früher vielfach auch Tabak) angebaut werden
- das Wein- und Obstbaugebiet der Vorberge des Schwarzwaldes und des Kaiserstuhls
- und die Westhänge des südlichen Schwarzwaldes, mit seinen Seitentälern (z. B. Elz- und Glottertal).

Der Breisgau ist auch als Weinanbaubereich im Weinbaugebiet Baden definiert. Unter diesem Aspekt gehört der Kaiserstuhl nicht zum Breisgau, sondern bildet mit über 4.000 ha bestockter Rebfläche den größten von neun Bereichen im Anbaugebiet. Ähnliches gilt für die Region um den Tuniberg, die mit 1.050 ha Rebfläche ebenfalls ein eigener Bereich im Anbaugebiet Baden ist und auch nicht zum Breisgau gezählt wird.
Der Breisgau zählt zu den klimatisch wärmsten Regionen in Deutschland, die mittlere Jahrestemperatur liegt bei 11 °C, die durchschnittliche jährliche Niederschlagsmenge bei ca. 900 l/m², die Sonnenscheindauer bei ca. 1800 Stunden.
Der Breisgau liegt näher an zehn europäischen Hauptstädten (Amsterdam, Bern, Brüssel, Ljubljana, Luxemburg, Monaco, Paris, Prag, San Marino, Vaduz) als an Berlin.

## Begriffsherleitung
Über die Herleitung des Namens bestehen verschiedene Ansichten. Manche sehen ihn in der Ableitung vom keltischen Personennamen Brîsios mit Suffix -āko (> -acum). Einen keltischen Ursprung vermutet auch der Historiker Franz Josef Mone. Er führt die Gau-Bezeichnung auf die Stadt Breisach zurück, deren Name er aus dem Keltischen herleitet und mit Berghaus übersetzt. Andere hingegen sehen den Ursprung aus dem Römischen, hergeleitet vom Münsterberg bei Breisach mons Brisiacus, resp. den Monte Brisisaco, den das Itinerarium Antonini dreimal aufführt.
Inwiefern der Name mit der Stammesbezeichnung des suebischen Teilstamm der Brisgavi, den der römische Geschichtsschreiber Ammianus Marcellinus 354/360 nennt, für eine römische Herleitung spricht, ist unklar.
Walther Schultze schreibt zu diesem Thema: 

„Der Breisgau hieß bis ungefähr in das 6. Jahrhundert Neomagia oder provincia Neomagensis. Erst im 7. Jahrhundert nahm er nach Berg und Festung Breisach seine heutige Bezeichnung an; denn Breisach war schon zur Zeit der Römer ein fester Platz und gewann immer grössere Bedeutung.“

 Damit schließt er für die eigentliche Herleitung der Gaubezeichnung beide Varianten aus und datiert diese in die fränkische Zeit.
Hauptartikel → Landgrafschaft Breisgau

## Geschichte

Herzöge von Zähringen

Im frühen Mittelalter gehörte der Breisgau zu den alemannischen Gauen am Oberrhein und reichte ursprünglich vom Rhein bei Basel im Süden bis zum Flüsschen Bleiche zwischen Kenzingen und Herbolzheim. Dort grenzte der Breisgau an die alemannische Gaugrafschaft der Mortenau (heute Ortenau). Die westliche Grenze bildete der Oberrhein, im Osten markierten die Höhen des Schwarzwaldes die Grenze. Am Hochrhein grenzte der Breisgau an das oberhalb von Laufenburg gelegene Hauenstein, welches bereits zum Albgau gehörte.
Im 12. Jahrhundert errangen die Zähringer im heutigen Südwestdeutschland und in der heutigen Schweiz eine bedeutende Machtstellung, ohne jedoch tatsächlich ein zusammenhängendes oder fundiertes Herzogtum im Sinne eines einheitlichen Herrschaftsgebiets formen zu können. Der Silberbergbau im Schwarzwald bildete hierfür auch eine finanzielle Grundlage. Die Zähringer betrieben in ihrem Einflussbereich eine aktive Siedlungspolitik und gründeten zahlreiche Städte, Dörfer und Klöster. Dabei wählten sie die Standorte nach politischen und wirtschaftlichen Gesichtspunkten aus. Einheitliches Recht, zentrale Verwaltung sowie größtmögliche Freiheit für die Bürger der Städte kennzeichneten ihren Herrschaftsbereich. Die Grafen von Freiburg waren die Nachkommen der Grafen von Urach und 1218 in den Besitz der Gebiete der Zähringer gekommen.

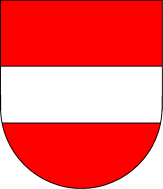
Vorderösterreich

Um die Herrschaft der Grafen von Freiburg unter deren Graf Egino III. endlich loszuwerden, erkauften sich die Freiburger 1368 ihre Freiheit mit Silber im Gewicht von 20.000 Mark und unterstellten sich mit allen Besitzungen im Breisgau den Habsburgern. 1457 wurde vom österreichischen Erzherzog Albrecht VI. hier die zweite habsburgische Universität nach Wien (1365) gegründet, die damit eine der ältesten Universitäten Deutschlands ist.

Großherzogtum Baden

Das Oberamt Breisgau gehörte bis 1805 (Vertrag von Brünn, Friede von Pressburg) zu Vorderösterreich und ging dann größtenteils an das Kurfürstentum Baden über. Ein kleinerer Teil im Nordosten kam an das Königreich Württemberg, das zu Beginn des Jahres 1806 kurzzeitig nahezu die Hälfte des Breisgaus besetzt hatte (siehe Württembergische Besetzung des Breisgaus).
Nach der fast 500-jährigen Zugehörigkeit zu Österreich wurden der Breisgau und die Stadt Freiburg im Breisgau gegen den Willen des Großteils der Bevölkerung Teil des Großherzogtums Baden, das mit der Gründung des Rheinbundes im Juli 1806 aus dem Kurfürstentum Baden und neu erworbenen Gebieten entstand.
Heute ist der Breisgau Teil des Landkreises Breisgau-Hochschwarzwald und des Landkreises Emmendingen. Die Stadt Freiburg im Breisgau ist eine kreisfreie Stadt.

## Orte im Breisgau
- Au (Breisgau)
- Bad Krozingen
- Bahlingen am Kaiserstuhl
- Biederbach
- Bötzingen
- Bollschweil
- Breisach am Rhein
- Denzlingen
- Ebringen
- Ehrenkirchen
- Eichstetten
- Elzach
- Emmendingen
- Endingen am Kaiserstuhl
- Forchheim (Kaiserstuhl)
- Freiburg im Breisgau
- Glottertal
- Gottenheim
- Gundelfingen (Breisgau)
- Gutach im Breisgau
- Hartheim am Rhein
- Heitersheim
- Herbolzheim
- Heuweiler
- Horben
- Ihringen
- Kenzingen
- Malterdingen
- March (Breisgau)
- Merdingen
- Merzhausen
- Pfaffenweiler
- Reute (Breisgau)
- Rheinhausen im Breisgau
- Riegel am Kaiserstuhl
- Schallstadt
- Sexau
- Simonswald
- Sölden (Schwarzwald)
- Staufen im Breisgau
- Teningen
- Umkirch
- Vörstetten
- Vogtsburg
- Waldkirch
- Weisweil
- Winden im Elztal
- Wittnau (Breisgau)
- Wyhl am Kaiserstuhl

## Flüsse im Breisgau
- Alte Dreisam
- Bleiche
- Brettenbach
- Dreisam
- Elz
- Glotter
- Möhlin
- Neumagen
- Rhein
- Wilde Gutach

## Gebirge im Breisgau
- Schwarzwald
- Tuniberg
- Kaiserstuhl

## Berge im Breisgau
- Kandel
- Lehener Bergle
- Nimberg
- Roßkopf
- Schauinsland
- Schönberg